# Dyckia tuberosa
Dyckia tuberosa là một loài thực vật có hoa trong họ Bromeliaceae. Loài này được (Vell.) Beer mô tả khoa học đầu tiên năm 1856.